# Гімн М'янми
Гімн Союзу М'янма — патріотична пісня «До кінця віку ми будемо любити нашу М'янму», написана в 1930 композитором Схая Тином. Мелодія майбутнього гімну була вперше публічно виконана самим композитором 20 липня 1930 о 17:00 в центрі Рангуна (тоді резиденції колоніальної влади), біля підніжжя буддійської ступи Шведагон — національного символу Бірми.
Після підписання угоди про надання Бірмі незалежності в 1947 спеціально сформований комітет з національних символів затвердив патріотичну композицію, що півтора десятиліття об'єднувала борців за незалежність країни як офіційний гімн молодої бірманської держави, а Схая Тин за створення композиції отримав від уряду премію в 1000 к'ят.
Композиція «Довіку ми будемо любити нашу М'янму», на відміну від національного прапора і герба, неодноразово змінювалася панівними режимами протягом новітньої історії країни, пережила два військових перевороти (1962 і 1988) і залишається офіційним гімном Союзу М'янми донині.
Гімн виконується сидячи. Після його виконання, за традицією, співак зобов'язаний вклонитися на знак поваги до країни та її народу.

## Короткий варіант тексту гімну
| бірм. (ကမ္ဘာမကျေ၊ မြန်မာပြည်၊ бірм. တို့ဘိုးဘွား အမွေစစ်မို့ ချစ်မြတ်နိုးပေ။) бірм. ပြည်ထောင်စုကို အသက်ပေးလို့ တို့ကာကွယ်မလေ၊ бірм. ဒါတို့ပြည် ဒါတို့မြေ တို့ပိုင်နက်မြေ။ бірм. တို့ပြည် တို့မြေ အကျိုးကို ညီညာစွာတို့တစ်တွေ бірм. ထမ်းဆောင်ပါစို့လေ တို့တာဝန်ပေ အဖိုးတန်မြေ။ | ɡəbà mətɕè mjəmà pjè do̰ bó bwá ʔəmwè sɪʔ mo̰ tɕʰɪʔ mjaʔ nó bè pjì dàʊɴ zṵ ɡò ʔəθeʔ pé lo̰ do̰ kà ɡwɛ̀ məlè dà do̰ pjè dà do̰ mjè do̰ pàɪɴ dɛ̰ mjè do̰ pjè do̰ mjè ʔətɕó ɡò ɲì ɲà zwà do̰ dədwè tʰáɴ sʰàʊɴ bà zo̰ lè do̰ tà wʊ̀ɴ bè ʔəpʰó tàɴ mjè | kam.bha ma.kye / mran.ma prany / tui. bhui: bwa: a.mwe cac mui. hkyac mrat nui: pe // prany htaung su. kui a.sak pe: lui. tui. ka kwai ma.le / da tui. prany da tui. mre to. puing nak mre // tui. prany tui. mre a.kyui: kui nyi nya cwa tui. ta.twe: htam: hsaung pa sui. le to. ta wan pe a. hpui: tan mre // |